# Serie A (1948/1949)
Serie A 1948/1949 – 47. edycja najwyższej w hierarchii klasy mistrzostw Włoch w piłce nożnej, organizowanych przez Lega Nazionale, które odbyły się od 19 września 1948 do 12 czerwca 1949. Mistrzem został Torino, zdobywając swój szósty tytuł (piąty z rzędu).
Mecz Inter Mediolan – Torino przeszedł do historii, tak jak był to ostatni mecz rozgrywany w lidze przez turyński zespół nazwany później Grande Torino (wielki Turyn). 3 maja 1949 zespół uczestniczył w towarzyskim meczu z Benficą w Lizbonie. Następnego dnia w drodze powrotnej samolot z drużyną rozbił się na wzgórzu Superga, uderzając w marmurową bazylikę. W katastrofie lotniczej na wzgórzu Superga zginęło osiemnastu graczy, obsługa klubu, załoga samolotu i dziennikarze, którzy towarzyszyli drużynie do Portugalii. Decyzją Federacji 6 maja 1949 Grande Torino został ogłoszony Mistrzem Włoch. Ostatnie cztery mecze zespołu w lidze rozegrała drużyna "Ragazzi", z przeciwnikami reprezentującymi również przez młodzieżowych piłkarzy. Włochy i cały świat byli wstrząśnięci stratą, a obywatele Turynu masowo uczestniczyli w pogrzebie mistrzów, którzy stali się legendarni.

## Organizacja
Liczba uczestników została zmniejszona z 21 do 20 drużyn. Novara, Padova i Palermo awansowali z Serie B. Rozgrywki składały się z meczów, które odbyły się systemem kołowym u siebie i na wyjeździe, w sumie 38 rund: 2 punkty przyznano za zwycięstwo i po jednym punkcie w przypadku remisu, z możliwą dogrywką, rozstrzygać sytuacje ex aequo w końcowej klasyfikacji. Zwycięzca rozgrywek ligowych otrzymywał tytuł mistrza Włoch. Dwie ostatnie drużyny spadało do Serie B.

## Drużyny
| Uczestnicy poprzedniej edycji                                                                                 | Uczestnicy poprzedniej edycji | Uczestnicy poprzedniej edycji | Uczestnicy poprzedniej edycji |
| --- | ----------------------------- | ----------------------------- | ----------------------------- |
| ATA | Atalanta                      | 5                             |                               |
| BAR | Bari                          | 11                            |                               |
| BOL | Bologna                       | 8                             |                               |
| FIO | Fiorentina                    | 7                             |                               |
| GEN | Genoa                         | 12                            |                               |
| INT | Inter Mediolan                | 12                            |                               |
| JUV | Juventus                      | 2                             |                               |
| LAZ | Lazio                         | 10                            |                               |
| LIV | Livorno                       | 14                            |                               |
| LUC | Lucchese                      | 14                            |                               |
| MIL | Milan                         | 2                             |                               |
| MOD | Modena                        | 5                             |                               |
| PPA | Pro Patria                    | 8                             |                               |
| ROM | Roma                          | 17                            |                               |
| SAM | Sampdoria                     | 14                            |                               |
| TOR | Torino                        | 1                             |                               |
| TRI | Triestina                     | 2                             |                               |
| Awans z Serie B 1947/1948                                                                                     |                               |                               |                               |
| NOV | Novara                        | 1 (A)                         |                               |
| PAD | Padova                        | 1 (B)                         |                               |
| PAL | Palermo                       | 1 (C)                         |                               |
| Oznaczenia: - kolumna pierwsza – skróty nazw drużyn, - kolumna trzecia – miejsce zajęte w poprzednim sezonie. |                               |                               |                               |

## Tabela
| Poz | Klub           | M  | Z  | R  | P  | GZ | GS | +/- | Pkt | Uwagi       |
| --- | -------------- | -- | -- | -- | -- | -- | -- | --- | --- | ----------- |
| 1.  | Torino         | 38 | 25 | 10 | 3  | 78 | 34 | +44 | 60  | Mistrzostwo |
| 2.  | Inter Mediolan | 38 | 22 | 11 | 5  | 85 | 39 | +46 | 55  |             |
| 3.  | Milan          | 38 | 21 | 8  | 9  | 83 | 52 | +31 | 50  |             |
| 4.  | Juventus       | 38 | 18 | 8  | 12 | 64 | 47 | +17 | 44  |             |
| 5.  | Sampdoria      | 38 | 16 | 9  | 13 | 74 | 63 | +11 | 41  |             |
| 5.  | Bologna        | 38 | 12 | 17 | 9  | 53 | 46 | +7  | 41  |             |
| 7.  | Genoa          | 38 | 14 | 12 | 12 | 51 | 51 | 0   | 40  |             |
| 8.  | Lucchese       | 38 | 14 | 10 | 14 | 55 | 55 | 0   | 38  |             |
| 8.  | Triestina      | 38 | 13 | 12 | 13 | 59 | 59 | 0   | 38  |             |
| 8.  | Fiorentina     | 38 | 15 | 8  | 15 | 51 | 60 | -9  | 38  |             |
| 11. | Palermo        | 38 | 14 | 8  | 16 | 57 | 58 | -1  | 36  |             |
| 11. | Padova         | 38 | 12 | 12 | 14 | 45 | 64 | -9  | 36  |             |
| 13. | Lazio          | 38 | 11 | 12 | 15 | 60 | 62 | -2  | 34  |             |
| 14. | Roma           | 38 | 12 | 8  | 18 | 47 | 57 | -10 | 32  |             |
| 15. | Novara         | 38 | 12 | 7  | 19 | 52 | 74 | -22 | 31  |             |
| 15. | Atalanta       | 38 | 11 | 9  | 18 | 40 | 58 | -18 | 31  |             |
| 17. | Pro Patria     | 38 | 11 | 8  | 19 | 51 | 61 | -10 | 30  |             |
| 17. | Bari           | 38 | 10 | 10 | 18 | 30 | 50 | -20 | 30  |             |
| 19. | Modena         | 38 | 9  | 11 | 18 | 36 | 49 | -13 | 29  | Spadek      |
| 20. | Livorno        | 38 | 9  | 8  | 21 | 39 | 71 | -32 | 26  | Spadek      |

## Wyniki
| Gospodarz \ Gość | ATA | BAR | BOL | FIO | GEN | INT | JUV | LAZ | LIV | LUC | MIL | MOD | NOV | PAD | PAL | PPA | ROM | SAM | TOR | TRI |
| Atalanta         |     | 0:2 | 1:1 | 2:1 | 0:0 | 1:2 | 2:4 | 1:1 | 4:2 | 2:2 | 1:1 | 2:0 | 3:1 | 0:1 | 2:1 | 0:1 | 3:0 | 1:5 | 3:2 | 0:1 |
| Bari             | 0:2 |     | 3:0 | 0:0 | 0:0 | 1:2 | 2:1 | 0:0 | 3:0 | 0:0 | 0:2 | 0:1 | 2:0 | 1:0 | 2:1 | 1:0 | 0:4 | 1:2 | 1:1 | 1:1 |
| Bologna          | 1:1 | 1:0 |     | 0:0 | 2:2 | 1:3 | 3:0 | 2:0 | 6:2 | 4:1 | 3:1 | 2:0 | 3:1 | 0:0 | 1:0 | 2:0 | 1:2 | 1:2 | 2:2 | 1:1 |
| Fiorentina       | 2:0 | 0:2 | 1:0 |     | 2:1 | 0:2 | 0:0 | 4:0 | 3:2 | 1:0 | 4:2 | 1:1 | 2:0 | 0:0 | 0:3 | 3:1 | 3:1 | 1:0 | 0:0 | 5:3 |
| Genoa            | 2:0 | 2:1 | 0:0 | 4:2 |     | 4:1 | 2:1 | 1:0 | 3:2 | 0:0 | 1:0 | 1:0 | 0:4 | 7:1 | 1:1 | 0:2 | 1:0 | 0:0 | 3:0 | 5:1 |
| Inter Mediolan   | 4:0 | 9:1 | 2:2 | 7:1 | 2:1 |     | 1:1 | 1:0 | 3:1 | 4:0 | 4:4 | 2:0 | 5:0 | 1:1 | 0:0 | 2:1 | 1:0 | 4:2 | 0:0 | 1:1 |
| Juventus         | 1:0 | 1:0 | 2:0 | 3:2 | 2:1 | 0:1 |     | 4:1 | 2:2 | 2:1 | 1:1 | 0:1 | 4:1 | 6:1 | 3:2 | 4:3 | 0:0 | 5:1 | 1:2 | 2:0 |
| Lazio            | 1:1 | 1:1 | 8:2 | 2:1 | 5:1 | 2:2 | 0:4 |     | 2:0 | 2:1 | 2:3 | 5:1 | 2:1 | 1:1 | 5:1 | 2:5 | 0:0 | 2:0 | 2:2 | 4:0 |
| Livorno          | 0:2 | 1:0 | 1:1 | 1:1 | 2:2 | 0:2 | 1:3 | 1:1 |     | 0:0 | 2:1 | 1:0 | 1:0 | 2:2 | 0:2 | 2:0 | 2:1 | 1:0 | 0:2 | 1:0 |
| Lucchese         | 0:1 | 1:1 | 1:1 | 4:0 | 0:0 | 0:0 | 2:1 | 2:1 | 0:1 |     | 2:2 | 1:0 | 5:1 | 4:0 | 6:2 | 1:0 | 5:1 | 3:1 | 1:1 | 3:1 |
| Milan            | 3:0 | 4:1 | 2:2 | 3:1 | 2:2 | 0:2 | 1:1 | 3:0 | 2:0 | 4:0 |     | 5:1 | 4:1 | 2:0 | 2:1 | 3:2 | 3:0 | 3:2 | 1:0 | 3:1 |
| Modena           | 2:0 | 0:0 | 0:1 | 1:2 | 2:0 | 2:3 | 2:2 | 2:0 | 0:0 | 4:0 | 0:0 |     | 1:1 | 0:2 | 4:0 | 1:1 | 2:2 | 2:1 | 0:1 | 0:2 |
| Novara           | 2:0 | 3:1 | 1:1 | 2:0 | 1:2 | 1:1 | 0:0 | 2:2 | 3:1 | 5:2 | 1:2 | 2:1 |     | 2:1 | 1:0 | 1:1 | 2:1 | 2:3 | 0:2 | 3:0 |
| Padova           | 3:0 | 1:0 | 2:0 | 2:0 | 0:0 | 1:3 | 3:0 | 2:0 | 2:1 | 0:1 | 1:4 | 0:0 | 3:2 |     | 3:3 | 1:1 | 2:0 | 1:3 | 4:4 | 0:0 |
| Palermo          | 1:2 | 3:0 | 0:0 | 0:2 | 3:0 | 2:1 | 2:0 | 1:0 | 4:2 | 1:3 | 2:1 | 0:0 | 3:0 | 1:0 |     | 3:1 | 2:1 | 1:1 | 2:2 | 4:0 |
| Pro Patria       | 0:0 | 0:1 | 0:3 | 2:4 | 2:1 | 1:1 | 0:1 | 1:2 | 1:0 | 0:2 | 3:2 | 2:0 | 5:0 | 3:0 | 1:0 |     | 1:1 | 1:4 | 0:1 | 3:1 |
| Roma             | 1:0 | 0:0 | 1:1 | 1:1 | 1:0 | 1:0 | 0:1 | 1:1 | 4:0 | 3:0 | 1:2 | 2:1 | 4:1 | 0:2 | 3:2 | 3:1 |     | 2:4 | 1:2 | 4:2 |
| Sampdoria        | 4:2 | 2:1 | 1:1 | 2:1 | 5:1 | 0:4 | 2:0 | 2:2 | 3:0 | 5:0 | 2:1 | 1:1 | 1:3 | 0:0 | 2:2 | 4:4 | 2:0 |     | 2:3 | 1:1 |
| Torino           | 2:0 | 2:0 | 1:0 | 2:0 | 4:0 | 4:2 | 3:1 | 1:0 | 1:0 | 2:1 | 4:1 | 3:1 | 4:0 | 3:1 | 3:0 | 4:1 | 4:0 | 2:1 |     | 1:1 |
| Triestina        | 1:1 | 2:0 | 1:1 | 4:0 | 0:0 | 2:0 | 1:0 | 4:1 | 5:4 | 1:0 | 1:3 | 1:2 | 1:1 | 9:1 | 3:1 | 0:0 | 2:0 | 3:1 | 1:1 |     |

Źródło: Almanacco Illustrato del Calcio – La Storia 1898-2004, Panini Edizioni, Modena, September 2005 (wł.)
Objaśnienia:
1Drużyna gospodarzy jest wymieniona po lewej stronie tabeli.
Kolory: zielony – zwycięstwo gospodarzy, żółty – remis, różowy – zwycięstwo gości.

## Najlepsi strzelcy
| Bramki | Strzelcy             | Drużyna        |
| ------ | -------------------- | -------------- |
| 26 (6) | István Nyers         | Inter Mediolan |
| 22     | Amedeo Amadei        | Inter Mediolan |
| 21 (1) | István Mike Mayer    | Bologna        |
| 19 (3) | Carlo Stradella      | Livorno        |
| 17     | Riccardo Carapellese | Milan          |
| 16     | Valentino Mazzola    | Torino         |
| 16     | Gunnar Nordahl       | Milan          |
| 15     | Giampiero Boniperti  | Juventus       |
| 15     | Renato Gei           | Sampdoria      |
| 15     | Bruno Ispiro         | Triestina      |
| 15 (1) | Ugo Conti            | Lucchese       |
| 15 (2) | Giuseppe Baldini     | Sampdoria      |
| 15 (2) | Silvio Piola         | Novara         |
| 15 (3) | John Hansen          | Juventus       |

## Skład mistrzów
| Zwycięzca Serie A 1948/49 |
| ------------------------- |
| Torino 6 Tytuł            |

| formacja                                                                               | Piłkarz (liczba meczów) |
| -------------------------------------------------------------------------------------- | --- |
| Bacigalupo Ballarin Rigamonti Maroso Grezar Martelli Loik Mazzola Menti Ossola Gabetto | Valerio Bacigalupo † (32) |
| Bacigalupo Ballarin Rigamonti Maroso Grezar Martelli Loik Mazzola Menti Ossola Gabetto | Aldo Ballarin † (32) |
| Bacigalupo Ballarin Rigamonti Maroso Grezar Martelli Loik Mazzola Menti Ossola Gabetto | Mario Rigamonti † (31) |
| Bacigalupo Ballarin Rigamonti Maroso Grezar Martelli Loik Mazzola Menti Ossola Gabetto | Virgilio Maroso † (18) |
| Bacigalupo Ballarin Rigamonti Maroso Grezar Martelli Loik Mazzola Menti Ossola Gabetto | Giuseppe Grezar † (21) |
| Bacigalupo Ballarin Rigamonti Maroso Grezar Martelli Loik Mazzola Menti Ossola Gabetto | Danilo Martelli † (28) |
| Bacigalupo Ballarin Rigamonti Maroso Grezar Martelli Loik Mazzola Menti Ossola Gabetto | Ezio Loik † (28) |
| Bacigalupo Ballarin Rigamonti Maroso Grezar Martelli Loik Mazzola Menti Ossola Gabetto | Valentino Mazzola † (30) |
| Bacigalupo Ballarin Rigamonti Maroso Grezar Martelli Loik Mazzola Menti Ossola Gabetto | Romeo Menti † (29) |
| Bacigalupo Ballarin Rigamonti Maroso Grezar Martelli Loik Mazzola Menti Ossola Gabetto | Franco Ossola † (25) |
| Bacigalupo Ballarin Rigamonti Maroso Grezar Martelli Loik Mazzola Menti Ossola Gabetto | Guglielmo Gabetto † (34) |
| Bacigalupo Ballarin Rigamonti Maroso Grezar Martelli Loik Mazzola Menti Ossola Gabetto | Pozostali piłkarze: Eusebio Castigliano † (21), Piero Operto † (10), Rubens Fadini † (10), Émile Bongiorni † (8), Luigi Giuliano (8), Július Schubert † (5), Andrea Francone (4), Antonio Giammarinaro (4), Sergio Lussu (4), Giuseppe Marchetto (4), Sergio Mari (4), Umberto Motto (4), Guido Vandone (4), Mario Audisio (3), Oscar Ferrari (3), Lando Macchi (3), Alfio Balbiano (2), Pietro Biglino (2), Renato Gandolfi (2), Sauro Tomà (2), Pietro Bersia (1), Ruggero Grava † (1). |